# Jatropha jaimejimenezii
Jatropha jaimejimenezii är en törelväxtart som beskrevs av Victor W. Steinmann. Jatropha jaimejimenezii ingår i släktet Jatropha och familjen törelväxter. Inga underarter finns listade i Catalogue of Life.